# Рисовальщик
Рисова́льщик — человек занимающийся рисованием, делающий рисунки; также художник, занимающийся искусством рисунка.

## История
Доисторический рисовальщик изображал на камне, дереве, на тканях, кости. Со времени изобретения бумаги, рисунки исполняются преимущественно на ней, хотя в средние века употреблялся пергамент.

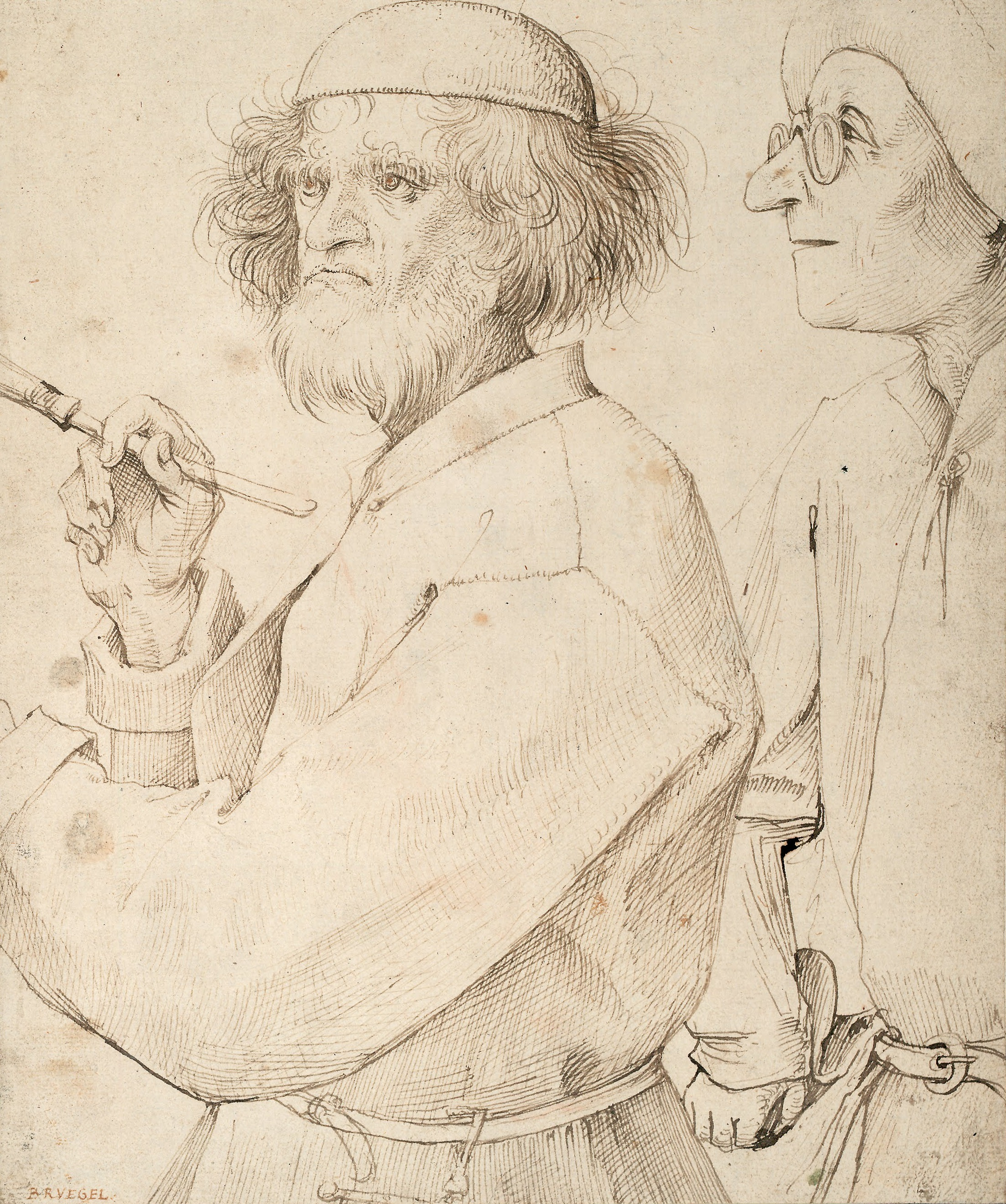
Рисунок сепией, автор Брейгель Старший, 1565—1568 гг.

## Используемые материалы
Вещества, которыми рисовальщик проводит линии и делает оттенение его частей:
- графит, в виде карандаша и порошка, так называемый чёрный мел (прессованная сажа с примесью клея) или итальянский карандаш;
- уголь (фюзен);
- обыкновенный мел;
- кровавик или сангина;
- чернила;
- китайская тушь;
- сепия;
- бистр и другие красящие жидкости, накладываемые пером или кистью;
- специально для рисования на камне — литографские карандаш и чернила (химическая тушь).